# Aiguille de la Tsa
De Aiguille de la Tsa is een in de Walliser Alpen gelegen bergtop. De hoogte van de berg bedraagt 3.668 meter.
De berg is volledig gelegen in het Zwitserse kanton Wallis, op enkele kilometers van de Italiaanse grens, en maakt deel uit van een bergrug die in noord-zuidelijke richting de Val d'Arolla en de Vallon de Ferpècle, twee zijdalen van de Val d'Hérens, van elkaar scheidt. De piek werd voor het eerst beklommen in 1868. 